# Nair
Nair eller Nayar är en grupp kaster med hög social status i den i indiska delstaten Kerala. Ursprungligen var det inte ett kastnamn utan en titel för släkter som utmärkt sig i som krigare. Genetiska studier visar de främst härstammar från människor som under den sena bronsåldern eller järnåldern invandrat från nordvästra Indien.
Traditionellt har nair en matrilineär familjestruktur. Ett traditionellt nairhushåll består av mor, barn, morbror (eller moderns morbror). Familjeöverhuvud är den äldsta kvinnan i hemmet.